# 松前義昭
松前 義昭（まつまえ よしあき、1956年1月31日 - ）は、日本の教育者、工学博士。東海大学総長・理事長、国際武道大学理事長、首都大学野球連盟会長を務める。創立75周年を迎えた2017年には100周年の2042年に向けて、教育理念を推進するために協調性を中心とした総合計画「学園マスタープラン」を発表している
。

## 略歴
- 1978年3月：東海大学工学部応用物理学科卒業、日本電気株式会社開発部入社。
- 1987年：東海大学開発技術研究所助手。
- 1991年：東海大学開発技術研究所助教授。
- 1992年：東海大学工学部電子工学科助教授。
- 1998年：東海大学総合科学技術研究所教授
- 2001年：東海大学第二工学部情報システム学科教授
- 2003年 - 2008年：九州東海大学学長に就任。
- 2012年：学校法人東海大学副総長に就任。
- 2014年5月：学校法人東海大学理事長に就任。
- 2023年4月1日：第18代東海大学学長職を兼任[4]。
- 2024年9月20日：父・達郎の死に伴い、第3代東海大学総長職を兼任[5]。

## 著書
- 『多結晶ダイヤモンド薄膜の電子デバイス化に関する研究』（東海大学、1995年）

## 所属学会
- 応用物理学会